# Marcel Raymond
Ne doit pas être confondu avec Marcel Reymond.
Marcel Raymond, né le 20 décembre 1897 à Genève et mort dans cette même ville le 28 novembre 1981, est un écrivain et critique littéraire suisse, professeur de littérature française à l'Université de Genève et membre de l'École de Genève. 

## Publications
Son œuvre la plus célèbre est l'essai De Baudelaire au Surréalisme (éditions José Corti, 1933, 406 pages, plusieurs rééditions).

## Œuvres
- Baroque & renaissance poétique, 172 p., Note : Réunit : "Préalable à l'examen du baroque littéraire français" ; "Quelques aspects de la poésie de Ronsard" ; "Esquisse d'un Malherbe", Édition : Paris : J. Corti , 1985, Auteur du texte : Marcel Raymond (1897-1981), disponible en Haut de Jardin
- Correspondance, 1950-1977, X-350 p., Note : Bibliogr. des œuvres de M. Raymond et G. Poulet, p. 325-344. Index, Édition : Paris : J. Corti , 1981, Auteur du texte : Georges Poulet (1902-1991), Marcel Raymond (1897-1981), Éditeur scientifique : Pierre Grotzer, disponible en Haut de Jardin
- De Baudelaire au surréalisme, 1 vol. (366 p.), Note : Notes bibliogr. Index, Édition : Paris : Corti , 1992, cop. 1940, Auteur du texte : Marcel Raymond (1897-1981), disponible en Haut de Jardin
- Baroque & renaissance poétique, Esquisse d'un Malherbe., 172 p., Note : Réunit : "Préalable à l'examen du baroque littéraire français" ; "Quelques aspects de la poésie de Ronsard" ; "Esquisse d'un Malherbe", Édition : Paris : J. Corti , 1985
- Études sur Jacques Rivière, 1 vol. (215 p.), Note : Notes bibliogr. _ Br.: 32 F, Édition : Paris : J. Corti , 1972, Auteur du texte : Marcel Raymond (1897-1981), disponible en Haut de Jardin
- L'influence de Ronsard sur la poésie française, 1550-1585, Nouv. éd., 380 p., Note : Notes bibliogr. Index, Édition : Genève : Droz , 1965, Auteur du texte : Marcel Raymond (1897-1981), disponible en Haut de Jardin
- Jean-Jacques Rousseau, la quête de soi et la rêverie, 219 p., Édition : Paris : J. Corti , 1986, Auteur du texte : Marcel Raymond (1897-1981), disponible en Haut de Jardin
- Paul Valéry et la tentation de l'esprit,  166 p., Édition : Neuchâtel : Éd. de la Baconnière , 1964, Auteur du texte : Marcel Raymond (1897-1981), disponible en Haut de Jardin
- Baroque & renaissance poétique, Préalable à l'examen du baroque littéraire français. - [3], 172 p., Note : Réunit : "Préalable à l'examen du baroque littéraire français" ; "Quelques aspects de la poésie de Ronsard" ; "Esquisse d'un Malherbe", Édition : Paris : J. Corti , 1985
- Senancour, sensations et révélations, 247 p., Édition : Paris : J. Corti , 1965, Auteur du texte : Marcel Raymond (1897-1981), disponible en Haut de Jardin
- Anthologie de la nouvelle française, 405 p.-[17] p. de pl., Édition : Lausanne : éd. Clairefontaine , 1950, Auteur du texte : Marcel Raymond (1897-1981), Illustrateur : Hans Erni (1909-2015)
- Marcel Raymond. Baroque et renaissance poétique, Édition : Paris, J. Corti ; (Rennes, Impr. réunies) , 1955. In-16, 174 p. 400 fr. [D. L. 11934-55] -Xb-
- Bibliographie critique de Ronsard en France (1550-1585). Thèse complémentaire pour le doctorat, présentée à la Faculté des lettres de l'Université de Paris, par Marcel Raymond,..., In-8° , 151 p., Édition : Paris : Champion , 1927
- Marcel Raymond. De Baudelaire au surréalisme, Édition : Paris, J. Corti ; (Ligugé, impr. de Aubin) , 1947. In-8° (215 x 145), 368 p. [D. L. Impr.] -Xb-
- Marcel Raymond. De Baudelaire au surréalisme, In-8° (22 cm), 371 p. [D. L. Impr.], Édition : Paris : J. Corti (Ligugé, impr. Aubin) , 1960
- De Baudelaire au surréalisme, 366 p., Note : Index, Édition : Paris : J. Corti , 1985
- Marcel Raymond. De Baudelaire au surréalisme, Note : L'achevé d'imprimer porte : 1957, Édition : Paris, J. Corti ; (Ligugé, impr. d'Aubin) , 1952. In-8° (23 cm), 368 p. 1 100 fr. [D. L. 15348-58] -Xb-
- Marcel Raymond. De Baudelaire au surréalisme, 1 vol. (369 p.), Édition : Paris : J. Corti , 1940
- Marcel Raymond. De Baudelaire au surréalisme, essai sur le mouvement poétique contemporain, In-8° , 414 p., Édition : Paris : R.-A. Corréa , 1933
- Écrit au crépuscule, pages dispersées, 71 p., Édition : Lausanne : l'Âge d'homme ; [Paris] : [Centre de diffusion de l'édition] , 1980
- Etre et dire, études, 300 p., Édition : Neuchâtel : la Baconnière , 1970
- Être et dire, études, 301 p., Description : Note : Recueil de textes de l'auteur extraits pour la plupart de diverses revues et publications. - Notes bibliogr., Édition : Neuchâtel : Éditions de la Baconnière ; [Paris] : Payot, 1970
- Marcel Raymond. Fénelon..., In-16 (17 cm), 144 p., pl., couv. ill. 5,75 F. [D. L. 15563-67], Description : Note : Les Écrivains devant Dieu. 13, Édition : [Paris,] : Desclée, De Brouwer , 1967
- Génies de France, 252 p., Édition : Neuchatel : Éditions de la Baconnière , 1942
- Hommage à Bernard Bouvier..., 1 vol. (27 p.), Description : Note : Extrait des "Annales de la Société J.-J. Rousseau". Tome 28, 1939-1940, Édition : Genève : Impr. du "Journal de Genève" , 1942
- L'influence de Ronsard sur la poésie française, 2 vol. (398, 376 p.), Édition : Paris : H. Champion , 1927

- Prix Bordin de l’Académie française en 1928
- L'Influence de Ronsard sur la poésie française (1550-1585). Thèse pour le doctorat ès lettres, présentée à la Faculté des lettres de l'Université de Paris, par Marcel Raymond,..., 2 vol. in-8°, Édition : Paris : E. Champion , 1927
- Introduction à l'œuvre d'Arthur Rimbaud, 35 p., Description : Note : Tiré à part de l'introduction à l'édition des Œuvres d'Arthur Rimbaud dont le texte est établi et présenté par Marcel Raymond. - Envoi autographe signé à Jean Wahl ; Édition : Lausanne : Guilde du Livre , cop. 1957
- Jean-Jacques Rousseau, la quête de soi et la rêverie, 219 p., Description : Note : Index, Édition : Paris : Corti , 1962
- Jean Tagaut, poète français et bourgeois de Genève, In-8° , 47 p., Description : Note : Extrait de la "Revue du seizième siècle", T. 12, 1925, Édition : Paris : E. Champion , 1925
- Journal, 1964-1978, 317 p., Édition : Paris : J. Corti , 1988
- Lettres, 1920-1957, 258 p., Description : Note : Bibliogr. p. 15-16. Index, Édition : Paris : Bibliothèque des arts , 1976, Auteur du texte : Albert Béguin (1901-1957), Marcel Raymond (1897-1981), Éditeur scientifique : Gilbert Guisan
- Lettres, 1920-1957, 258 p., Description : Note : Bibliogr. p. 15-16. Index, Édition : Lausanne ; Paris : la Bibliothèque des arts , 1976, Auteur du texte : Albert Béguin (1901-1957), Marcel Raymond (1897-1981), Éditeur scientifique : Françoise Fornerod, Pierre Grotzer, Gilbert Guisan
- Mémorial, In-8° (21 cm), 149 p. H. c. [D. L. 4617-65], Description : Note : Tiré à 100 ex., Édition : [Paris,] : J. Corti (impr. J. et R. Crès) , 1965
- Mémorial, 1 vol. (197 p.), Description : Note : Fait suite à: le Sel et la cendre, du même auteur, Édition : Paris : J. Corti , 1971
- Michel-Ange Buonarroti, par Marcel Raymond, In-8° , 127 p., fig., Édition : Paris , 1925
- Par delà les eaux sombres, 43 p., Édition : [Lausanne] : l'Âge d'homme ; [Paris] : [Centre de diffusion de l'édition] , 1975
- Marcel Raymond. Paul Valéry et la tentation de l'esprit, Édition : Neuchâtel, A la Baconnière ; (Lausanne, Impr. centrale) , 1946. In-16 (190 x 140), 183 p. [Don 338682] -Xb-
- Paul Valéry et la tentation de l'esprit, 180 p., Description : Note : Envoi autographe signé à Jean Wahl, Édition : Neuchâtel, [Suisse] : La Baconnière , 1946
- Pierre Bayle, Choix de textes et introduction par Marcel Raymond, 370 p., Chez Egloff, Collection : Le cri de la France, 1948
- Pierre Jean Jouve, Description matérielle : 8 p. n. ch., Édition : Neuchatel : Ides et Calendes , 1942
- Marcel Raymond. Poèmes pour l'absente, In-16 (18 cm), 159 p. 11,80 F. [D. L. 19027-68], Description : Note : Poésie, Édition : Lausanne, [Paris,] : Éditions Rencontre , [1968]
- Poèmes pour l'absente, 117 p., Édition : Lausanne : Éditions Rencontre , [1967]
- Romantisme et rêverie, 298 p., Édition : Paris : J. Corti , 1978
- Le Sel et la cendre, récit, 297 p., Edition (Lausanne) L'AIre, Coopérative Rencontre, 1970.  Édition : [Paris] : J. Corti , 1976
- Senancour, sensations et révélations, 253 p., Édition : Paris : J. Corti , 1965
- Le sens de la qualité, propos sur la culture et la situation de l'homme, 69 p., Description : Note : Ce texte est celui d'une conférence faite à l'Université de Genève le 4 décembre 1947. - Notes bibliogr., Édition : Boudry-Neuchatel : La Baconnière , 1948
- Le Sens de la qualité, propos sur la culture et la situation de l'homme, 69 p., Description : Note : Texte d'une conférence faite à l'Univ. de Genève le 4 décembre 1947, Édition : Neuchâtel, Suisse : Éditions de la Baconnière , 1948
- Souvenirs d'un enfant sage, 113 p., Description : Note : Fait suite à "Mémorial" et à "Le Sel et la cendre" du même auteur, Édition : Lausanne : l'Âge d'homme ; [Paris] : [Centre de diffusion de l'édition] , 1976
- Souvenirs d'un enfant sage, 113 p., Édition : Lausanne : l'Âge d'homme ; [Paris] : [Centre de diffusion de l'édition] , 1976
- Le Trouble et la présence, pages de journal, 1950-1957, 81 p., Description : Note : Partiellement extrait de La "Revue de théologie et de philosophie", 1960, Édition : Lausanne : l'Âge d'homme ; [Paris] : [Centre de diffusion de l'édition] , 1977
- Le Trouble et la présence, pages de journal, 1950-1957, 81 p., Description : Note : Partiellement extrait de "La Revue de théologie et de philosophie", 1960, Édition : Lausanne : l'Âge d'homme ; [Paris] : [Centre de diffusion de l'édition] , 1977
- Marcel Raymond. Vérité et poésie, In-8° (21 cm), 296 p. [Acq. 8240-67], Description : Note : Langages, Édition : Neuchatel : Éditions de la Baconnière , 1964
- Vérité et poésie, études littéraires, 294 p., Édition : Neuchâtel : la Baconnière, 1964